# Едріен Елстон
Едріен Елстон (англ. Adrian Alston; нар. 6 лютого 1949, Престон, Англія) — австралійський футболіст англійського походження, нападник. Народився в Англії, на юнацькому рівні виступав за «Престон Норт-Енд», після чого перебрався до Австралії, щоб грати на дорослому рівні. На «Зеленому континенті» грав за «Саут Кост Юнайтед», «Сент-Джордж» та «Сейфвей Юнайтед». Через два роки після переїзду прийняв запрошення виступати за національну збірну Австралії.
Прізвисько «Нодді» отримав за свої лідерські здібності, дебютував за збірну в 1969 році й допоміг збірній успішно пройти кваліфікацію на чемпіонат світу 1974 року (австралійці вперше потрапили до фінального турніру), де зіграв у всих трьох матчах групового етапу. Виступи на чемпіонаті привернули увагу колубів з усієї Європи, зрештою Едріен перейшов в англійську команду першого дивізіону «Лутон Таун», відмовившись від декількох пропозицій з німецьких клубів. Наступного сезону перейшов у «Кардіфф Сіті», в якому провів два сезони та допоміг виграти Кубок Уельсу 1976 року. Згодом отримав фінансово вигідну пропозицію від новоствореного клубу «Тампа-Бей Роудіс» з Північноамериканської футбольної ліги, де відіграв два сезони. Завершив кар'єру через важку травму коліна.
Повернувшись до Австралії, у 1983 році працював головним тренером «Вуллонгонг Вулвз», але вже наступного сезону залишив команду. Протягом п'яти років тренував «Коррімал Рейнджерс», перш ніж був призначений головним тренером «Порт-Кембла», під керівництвом якого клуб виграв 26 трофеїв у період між 1991 та 2004 роками. Потім повернувася до «Вуллонгонг Вулвз», а з 2006 по 2007 рік — «Баллі».

## Клубна кар'єра

### Ранні роки
Народився в Престоні, Елстон грав на юнацькому рівні у своєму рідному клубі «Престон Норт-Енд», де його старший брат Алек Елстон перед виїздом у 1962 році зіграв понад 100 матчів. Його помітив у матчі молодіжної команди Джимм Келлі, який працював тренером «Флітвуд Таун». Келлі провів чотири сезони, виступаючи в Австралії та планував повернутися в 1968 році. Незважаючи на те, що едріен не мав професіонального контракту, Келлі запропонував Елстону угоду, яка вчетверо збільшила заробітну плату, яку Едріен отримував у Престоні, щоб переїхати до Австралії та приєднатися до «Саут Кост Юнайтед», спочатку в піврічну оренду. Він грав з Престоном один рік та був впевнений, що рухається в правильному напрямку після того, як йому сказали, що «важкі поля» в Англії не відповідають його стилю гри. На той част Елстон повинен був одружитися, але переконав свою наречену Дорін переїхати з ним.
У новій країні швидко освоївся, відзначився голом, яким виграв титул Переможця чемпіонату штату Новий Південноий Уельс 1969 року в нічийному (1:1) поєдинку з «АПІА Лейхгардт», і незабаром після цього обраний збірної штату Нового Південного Уельсу. Пізніше він переїхав до «Сент-Джорджа», де виграв титул чемпіонату. Після цього йому запропонували контракт в Японії разом з товаришем по команді Аттілою Абоньї, після переможного «Сент-Джорджа» азійського турніру, але відмовився від пропозиції. Саме в цей час Абоньї розпочав використовувати псевдонім Елстона «Нодді», що стосується його рубрики. У 1973 році повернувся до свого колишнього клубу «Саут Кост Юнайтед», відомого на той час як «Сейфвей Юнайтед» (після поглинання автотранспортною компанією), де отримував зарплату в розмірі 5000 доларів.

### Повернення до Європи
Вдалі виступи на чемпіонаті світу 1974 року дозволили австралійцю отримати запрошення від німецьких клубів, у тому числі й від «Герти» (Берлін), «Гамбурга» та «Айнтрахта» (Франкфурт-на-Майні). Елстон погодив контракт з «Гертою», який включав у себе бонус за підписання в розмірі 40 000 доларів США та тимчасову квартиру, допоки Едріен не зможе забезпечити собі житло, до того ж «Герта» та «Сейфвей Юнайтед» узгодили суму відступних. Однак напередодні переходу Елстон отримав пропозицію від «Лутон Таун» з Футбольної ліги, який стежив за грою Едріена під час турне збірної Австралії по Англії в 1970 році, Елстон відзначився переможним голом (2:1). У попередньому сезоні клуб вийшов до Першого дивізіону, найвищого рівня в англійському футболі, і Елстон вирішив приєднатися до Гаттерс, щоб допомогти дружині облаштуватися та через відсутність мовного бар'єру. Також проводив переговори зі своїм колишнім клубом, «Престоном».
У своєму дебютному сезоні в новому клубі став одним з найкращих бомбардирів сезону, разом з Рональдом Футчером, проте за його підсумком «Лутон». понизився в класі. Однак на Кенілверт Роуд провів лише один сезон, оскільки в клубу виникли фінансові проблеми, до того ж Едріену почали затримувати виплату заробітної плати. Згодом Елстон схарактеризував своє рішення відмовити німецьким клубам та повернутися до Англії, підписавши контракт з «Лутоном», як «найбільша помилка, яку я коли-небудь здійснив». Головний тренер «Кардіфф Сіті» Джиммі Ендрюс заплатив 20 000 фунтів стерлінгів, щоб Едріен перебрався на Нініан Парк, а клуб також погодився виплатити Елстону заробітну плату, яку йому заборгував «Лутон». Відзначився двома голами у переможному (4:3) переможному поєдинку проти «Честерфілда», а згодом став першим гравцем Кардіффа повоєнного періоду, який відзначився хет-триком у Кубку Англії у переможному (6:2) поєдинку проти «Ексетер Сіті». У своєму першому сезоні клуб виграв Кубок Уельсу та кваліфікувався Кубок володарів кубків УЄФА наступного сезону. У першому раунді змагань Елстон став першим австралійським гравцем, який забив у єврокубках, коли 15 вересня 1976 року переміг з рахунком (1:0) проти грузинського «Динамо» (Тбілісі).
Після допомоги клубу вийти до Другого дивізіону, відзначився голом, в переможному (1:0) поєдинками проти «Бері», намагався відновити свою форму наступного року та залишив «Кардіфф Сіті», та перебрався в NASL до «Тампа-Бей Роудіс». Згодом Елстон заявив, що йому подобається грати за «Кардіфф Сіті», провів у клубі найтриваліший період у клубній кар'єрі, але вирішив прийняти пропозицію «Тампа» завдяки вигідній фінансовій пропозиції.

### Пізній етап кар'єри
Елстон приєднався до Роудіс, після того як його запросив головного тренера команди Едді Фірмані. У дебютних поєдинках за Роудіс у NASL Едріен представлений шанувальникам клубу, прибувши на вертольоті. Допоміг клубу зайняти третє місце в дебютному сезоні, зрештою вибув у плей-оф по завершенні сезону в поєдинку проти «Нью-Йорк Космос». По завершенні першого сезону з «Тампою», Елстон повернувся до Австралії, щоб виступати за «Канберру Сіті», який очолював його колишній партнер по команді Джонні Воррен як гостьовий гравець. Отримуючи частину заробітної плати від «Роудіс», відзначився дебютним голом у переможному (4:0) поєдинки проти «Сідней Олімпік», зіграв десять матчів та відзначився трьому голами, допоміг команді вийти з вильоту та повернувся в «Тампу». Під час другого сезону перебування в США Елстон отримав травму коліна, яка в підсумку змусить його піти з професіонального футболу після того, як його шпильки зламалися після удару гравця команди-суперника в коліно Едріена. Спочатку йому сказали, що він розтягнув колінні зв'язки, але через чотирнадцять тижнів з невеликим прогресом він занепокоївся та найняв лікаря на Гарлі-стріт у Лондоні. Лікар одразу ж повідомив Елстону, що травма значно серйозніша, оскільки насправді відірвав зв’язку від кістки. Він залишився поза полем решту сезону, після закінчення терміну дії зелена картку його контракт був анульований.

## Кар'єра в збірній
19 липня 1969 року Елстон дебютував за збірну Австралії під керівництвом головного тренера Джо Власіца в переможному (1:0) товариському поєдинку проти Греції, яка проводила турне по Австралії на Сідней Крикет Граунд. Згодом Елстон заявив, що як тільки він почав виступати за Австралію, то «перестав бути англійцем». Зіграв ще два матчі в 1969 році, у листопаді виходив на поле у двох з трьох матчів в рамках турне по Родезії проти місцевої національної збірної, а наступного року в товариському матчі проти Греції відзначився дебютним голом за австралійську збірну.
Залишався одним з провідних гравців австралійської збірної під час кваліфікації чемпіонату світу 1974 року, під час якої відзначився трьома голами на груповому етапі та 1-м м'ячем у раунді плей-оф проти Ірану. Завдяки цьому Австралія вперше у власній історії пробилася до фінальної частини чемпіонатів світу. Під час кваліфікаційних етапів команда розпочала тривалу навколосвітню екскурсію, яка передбачала проведення матчів у В'єтнамі під час війни на території країни, де вони були змушені їхати на американські армійські бази, щоб поїсти.
Головний тренер Рале Рашич Викликав Едріена до збірної Австралії для виступів на фінальній частині чемпіонату світу в Західній Німеччині. У стартовому матчі проти Східної Німеччини Елстон обіграв фінтом захисника Конрада Вайзе, який згодом використав гравець нідерландської збірної Йоганом Кройфом та став відомим як «розворот Кройфа». Пізніше Едріен прокоментував використання фінту Кройфом наступним чином «Я раніше використовував цю хитрість, але не дуже часто, [...] Він, мабуть, відпрацьовував його протягом п’яти днів, тому що через п’ять днів він зробив те саме [у грі] проти Швеції».
Напередодні матчу групового етапу проти між Австралією та Західною Німеччиною на передматчевій прес-конференції німецький тренер Гельмут Шен заявив:
|  | Нам нема чого боятися [в матчі] з Австралією.... окрім Едріена Елстона |

Елстон розпочав усі три матчі Австралії на турнірі в стартовому складі, у цих поєдинках австралійці зазнали поразки від Східної Німеччини та Західної Німеччини, а також зіграли внічию (0:0) з Чилі. Після появи в команді Джона Косміна повернувся до збірної, грав у кваліфікації до чемпіонату світу 1978 року, але Австралія не змогла пройти кваліфікацію після серії невтішних результатів, після чого Едріена до табору національної команди вже не викликали. Загалом у складі збірної Австралії у період між 1969 та 1977 роками зіграв 37 офіційних матчів, в яких відзначився 6 голами. Едріен представляв Новий Південний Уельс у 1974 році як гравець та Іллаварру на посаді тренера у 2004 році.

### Голи за збірну
У таблиці першою вказана збірна Австралії, в колонці за балами вказується рахунок після кожного голу Елстона.
| Гол | Дата              | Місце                                   | Суперник  | Рахунок | Результат | Змагання                           |
| --- | ----------------- | --------------------------------------- | --------- | ------- | --------- | ---------------------------------- |
| 1   | 17 листопада 1970 | Апостолос Ніколаїдіс, Афіни, Греція     | Греція    | 1–0     | 3–1       | Товариський матч                   |
| 2   | 11 листопада 1971 | Ланг Парк, Брісбен, Австралія           | Ізраїль   | 2–2     | 2–2       | Товариський матч                   |
| 3   | 11 березня 1973   | Сідней Спортс Граунд, Сідней, Австралія | Ірак      | 2–0     | 3–1       | кваліфікація чемпіонату світу 1974 |
| 4   | 11 березня 1973   | Сідней Спортс Граунд, Сідней, Австралія | Ірак      | 3–0     | 3–1       | кваліфікація чемпіонату світу 1974 |
| 5   | 13 березня 1973   | Сідней Спортс Граунд, Сідней, Австралія | Індонезія | 2–1     | 2–1       | кваліфікація чемпіонату світу 1974 |
| 6   | 18 серпня 1973    | Сідней Спортс Граунд, Сідней, Австралія | Іран      | 1–0     | 3–0       | кваліфікація чемпіонату світу 1974 |

## Кар'єра тренера
Після травми коліна, через яку Елстон завершив кар'єру, у його сина Едріана-молодшого діагностували Хворобу Пертеса. Незабаром він витратив більшість заощаджень, зроблених під час футбольної кар'єри, й повернувся до Англії, щоб разом з братом Алексом створити готель у Блекпулі. Однак, через чотири місяці, Елстон розгубився та вирішив повернутися до Австралії, зрештою переїхавши до Іллаварри. У 1983 році підписав 3-річний контракт з «Вуллонгонг Вулвз». Через фінансові труднощ напередодні старту сезону одразу 7 футболістів першої команди були продані прямим конкурентам по чемпіонату. «Вуллонгонг» фінішував на передостанньому місці в чемпіонаті, а Едріен залишив клуб.
У 1984 році, за рекомендацією свого колишнього помічника по «Воллонгонгу» Террі Герлі, призначений головним тренером «Коррімал Рейнджерс» з другого дивізіону в регіонального чемпіонату Іллаварра. Вже через сезон «Коррімал» вийшов до Прем'єр-ліги Іллаварри, після чого Едріен запросив до клубу колишнього партнера по збірній Аттілу Абоньї, який в сезоні 1985 року відзначився 21 голом за клуб. Після 6-и сезонів біля керма «Рейнджерів», у 1989 році залишає клуб.
Один рік перебував поза футболом, а напередодні старту сезону 1991 року очолив «Порт-Кембла». Елстон провів з «Порт-Кембла» 13 сезонів; за цей період виграв 26 трофеїв, включаючи п'ять чемпіонських титулів, сім «Великих фіналів» та два кубки Берта Бамптона. Залишив команду 2004 року, після того як оформив свій 4-й «золотий дубль» (виграв чемпіонат та кубок). У 2005 році повернувся до «Вуллонгонг Вулвз», з яким підписав 3-річний контракт. На той час клуб виступав у Прем'єр-лізі штату Новий Південний Уельс. Команда фінішувала в середині турнірної таблиці чемпіонату, але, розчарований фінансовими проблемами та позафутбольними проблемами, Едріен залишив команду вже через сезон.
У 2006 році Елстон приєднався до представника Прем'єр-ліги Іллаварри «Буллі»; протягом шести сезонів з клубом вони тричі займав 2-е місце тричі грав у «Великому фіналі». Залишивши «Буллі», Елстон відмовився від декількох пропозицій повернутися до тренерської роботи, перш ніж працювати доглядачем дорослих з труднощами в навчанні.

## Особисте життя
Брат, Алек, також професіональний футболіст.

## Досягнення
«Саут Кост Юнайтед»
- Перший дивізіон Національної Прем'єр-ліги штату Новий Південний Уельс
  -  Чемпіон (1): 1969[6]

«Кардіфф Сіті»
- Кубок Уельсу
  -  Володар (1): 1976[13]